# 安氏虹銀漢魚
安氏虹銀漢魚，為輻鰭魚綱銀漢魚目虹銀漢魚科的其中一種，分布於印尼西巴布亞省淡水流域，為熱帶魚類，體長可達8.2公分，棲息在表層水域，生活習性不明。

## 擴展閱讀
維基物種上的相關：安氏虹銀漢魚